# 風林火山 (2025年電影)
《風林火山》（英語：Sons of the Neon Night）是一部2025年香港犯罪動作片，由麥浚龍導演，金城武、劉青雲、古天樂與梁家輝主演。為製作此電影，劇組搭建了面積達6萬平方呎的1:1比例銅鑼灣實景。电影入選2025年第78屆坎城影展「午夜展映」單元。

## 劇情
被大雪侵襲的銅鑼灣發生了規模空前的巨大爆炸和槍戰。經過調查，這是一家全球製藥集團繼承人策劃的一系列瘋狂行動，最終導致自己的父親（家族企業集團創始人，據稱也是控制全球製藥業的幕後主使）在醫院身亡。以創造「沒有毒品的世界」為主旨宣戰，使整個世界和地下世界陷入完全混亂。

## 演員表
| 演員   | 角色   | 介紹                                   |
| 金城武 | 李霧童 | 大規模金融公司繼承人，意圖抹去家族歷史 |
| 劉青雲 | 王志達 | 雙面警察                               |
| 古天樂 | 程文星 | 背景複雜的職業殺手                     |
| 梁家輝 | 狄文傑 | 警察心理學家                           |
| 高圓圓 | 劉思欣 | 退休心理治療師                         |
| 衛詩雅 | 林美琪 | 關鍵目擊證人                           |
| 姜珮瑤 | 小葉   | 冷血女殺手                             |
| 狼森   | Enzo   | 國際毒梟                               |
| 林俊賢 | 鬼叔   | 黑幫元老                               |
| 任賢齊 | 陳永仁 | 臥底探員                               |
| 程東   | 喪彪   | 軍火販                                 |
| 盧海鵬 | 九叔   | 地下錢莊負責人                         |
| 吳嘉龍 | Alex   | 製藥公司高層                           |
| 鮑起靜 | 李太   | 李霧童之母                             |
| 黃偉文 | 張律師 | 集團法律顧問                           |
| 盧冠廷 | 葉教授 | 犯罪學專家                             |
| 李元霸 | 大D    | 黑幫打手                               |
| 韋羅莎 | Mandy  | 夜店老闆                               |
| 杜德偉 | 龍哥   | 走私集團頭目                           |
| 蔡德才 | 阿鬼   | 黑客                                   |
| 馮庭正 | 肥沙   | 情報中間人                             |
| 王德順 | 老爺子 | 神秘幕後人物                           |
| 劉永   | 李國強 | 製藥集團創始人                         |

## 製作

### 前期籌備
2015年3月25日，《風林火山》於香港國際影視展首度公開，成為麥浚龍繼《殭屍》（2013年）後執導的第二部作品。據《綜藝》報導，麥浚龍意圖透過此片解構香港城市景觀，呈現其獨特的文化與社會氛圍。劇本耗時五年完成，麥浚龍曾表示希望透過金融犯罪題材，探討人性異化及現代都市生活的道德困境。為確保劇本真實性，麥浚龍與金融及法律專家進行多次諮詢，深入研究香港金融市場的運作機制。

### 主體拍攝
2017年6月，《風林火山》正式開機，初始預算為1.5億港元，後因製作規模擴大追加至4億港元。為實現導演的視覺構想，劇組於惠州搭建1:1比例的銅鑼灣實景，佔地6萬平方呎，包含皇室堡、街道商店及細緻的排水溝設計等標誌性建築，旨在拍攝大規模爆破及動作場面。2017年9月25日，劇組在30度高溫下拍攝雪景戲份，劉青雲需穿著厚重冬裝於封街的皇室堡外進行拍攝，挑戰演員的體力極限。
9月28日，劇組舉行首場記者會，發布兩分鐘幕後花絮及角色定裝照。麥浚龍強調為追求場景真實性，劇組精確複製銅鑼灣街道的每處細節，包括路牌及排水溝的設計。拍攝期間，劇組採用先進的攝影設備，包括Arri Alexa攝影機及無人機航拍技術，以捕捉城市全景及動態場面。2018年3月27日，主體拍攝完成，全片歷經60度溫差的極端天氣條件，考驗劇組的後勤能力。

### 後期與延期
2020年8月，傳出製作預算超支至4億港元，監製禤嘉珍承認成本增加，但強調製作未曾停頓。受COVID-19疫情影響，後期製作於2020年至2022年間中斷兩年，復工後主要聚焦技術問題，包括視覺特效及音效設計，而非劇情修改。剪接師黃海於2024年9月透露，已完成三個版本的剪輯：132分鐘公映版、180分鐘導演版及360分鐘完整版，供不同放映需求。
2024年10月，《綜藝》報導指出，《風林火山》成為香港影史製作成本最高的電影，總計4億港元。麥浚龍在坎城影展接受《Deadline》專訪時表示：「我建造了一個冰封的世界，但角色們的熱血仍在流動」，暗示影片在視覺上的冷峻風格與情感上的強烈對比。為提升視覺效果，後期團隊與國際特效公司合作，處理超過800個特效鏡頭，涵蓋爆破、雪景及城市光影。

## 發行
2024年7月，《九龍城寨之圍城》出品人陳羅超透露本片原定2024年底上映。同年10月，發行工作室官方宣布延至2025年。最終入選2025年第78屆坎城影展「午夜展映」單元，定於5月17日全球首映。

## 外部連結
- 香港影庫上《風林火山》的資料（繁體中文）
- 互联网电影数据库（IMDb）上《風林火山》的资料（英文）
- 豆瓣电影上《風林火山》的資料 （简体中文）
- 風林火山的新浪微博